# 螺叶藓属
螺叶藓属（学名：Sakuraia），是绢藓科下的一个属。該属为单种属，属的特征与該属惟一的种螺叶藓相同。該屬物種长可达10厘米，枝长0.5至1.5厘米。茎叶长约1.40-1.55毫米，宽0.50-0.55毫米。

## 下属物种
- 螺叶藓 Sakuraia conchophylla